# André Castaigne

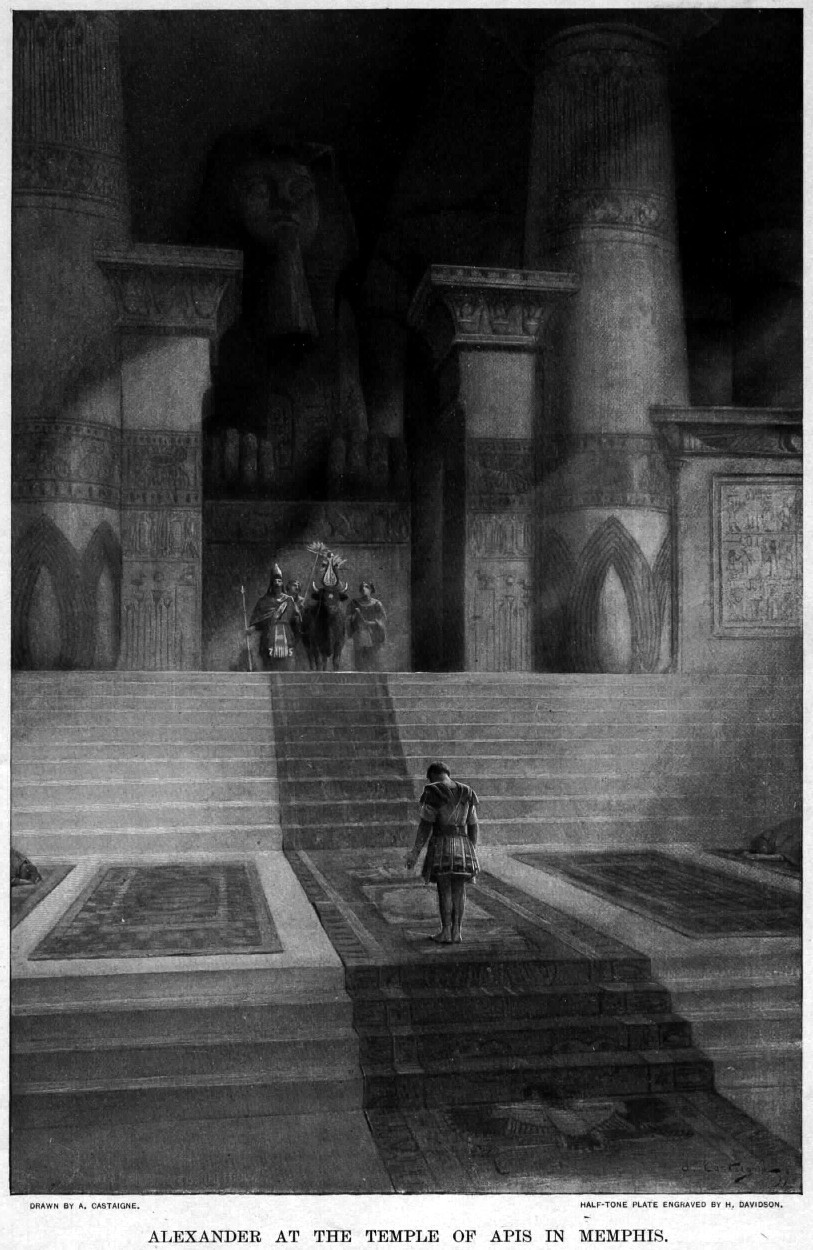
Alexandre visitant le taureau d'Apis dans le temple de Memphis, André Castaigne (1898-1899)

André Castaigne (21 janvier 1861 à Angoulême - 25 février 1929 à Paris) est un illustrateur et peintre français.

## Biographie
Il est connu pour ses illustrations de livres (Le Fantôme de l'Opéra de Gaston Leroux, les œuvres complètes illustrées d'Edmond Rostand) ainsi que pour ses illustrations du règne d'Alexandre le Grand.
Élève des peintres Gerôme et Alexandre Cabanel, il a vécu 20 ans à San Francisco. En 1889, il obtient une mention honorable au Salon des artistes français et est alors placé en hors-concours.